# Ferdinand Haubenschmidt
Ferdinand Theodor Haubenschmidt (* 10. Juli 1808 in Ulm; † 15. Dezember 1890 in München) war ein deutscher Jurist und Politiker.

## Leben
Haubenschmidt absolvierte von 1828 bis 1832 ein Studium der Rechtswissenschaften und Philosophie in München. Danach war er Rechtspraktikant in Passau, Akzessist am dortigen Appellationsgericht, von 1841 bis 1846 Kreis- und Stadtgerichtsassessor in Schweinfurt, ebenda von 1846 bis 1848 Kreis- und Stadtgerichtsrat, von 1848 bis 1850 Appellationsgerichtsassessor in Passau, danach 1850/51 Geheimer Sekretär im bayerischen Justizministerium, Staatsanwalt in Passau und in Freising, ab 1865 Ober- und zwei Jahre später Generalstaatsanwalt am Oberappellationsgericht München. Von 1876 bis 1879 war er Präsident des Appellationsgerichts und von 1879 bis 1884 Präsident des Oberappellationsgerichts ebenda.
Er war vom 18. Mai 1848 bis zum 21. Mai 1849 Mitglied der Frankfurter Nationalversammlung für Niederbayern in Passau in der Fraktion Casino.